# 노래싸움 - 승부
《노래싸움 - 승부》는 2016년 10월 21일부터 2017년 5월 19일까지 방송된 예능 프로그램이다.

## 기획 의도
- 연예인이 한 자리에 모여 1대 1로 노래 대결을 통해 최종 우승자를 뽑는 음악 프로그램이다.

## 진행자
- 남궁민 : 2016년 10월 21일 ~ 2017년 3월 24일
- 현우 : 2017년 3월 31일 ~ 2017년 5월 19일

이전 진행자
- 동현배

## 감독
- 이상민
- 박수홍
- 뮤지
- 박경림

전 감독
- 조규찬
- 김수로

## 시청률
2016년
- AGB 닐슨 미디어리서치

| 회차 | 방송 일자        | 전국 시청률(증감치) |
| ---- | ---------------- | ------------------- |
| 1회  | 2016년 10월 21일 | 5.7%                |
| 2회  | 2016년 10월 28일 | 3.9% (-1.8)         |
| 3회  | 2016년 11월 4일  | 4.1% (+0.2)         |
| 4회  | 2016년 11월 18일 | 5.3% (+1.2)         |
| 5회  | 2016년 11월 25일 | 5.3%(0)             |
| 6회  | 2016년 12월 2일  | 5.5% (+0.2)         |
| 7회  | 2016년 12월 9일  | 5.6% (+0.1)         |
| 8회  | 2016년 12월 16일 | 5.0% (-0.6)         |
| 9회  | 2016년 12월 23일 | 4.1% (-0.9)         |
| 10회 | 2016년 12월 30일 | 4.8% (+0.7)         |

2017년
- AGB 닐슨 미디어리서치

| 회차 | 방송 일자       | 전국 시청률(증감치) |
| ---- | --------------- | ------------------- |
| 11회 | 2017년 1월 6일  | 4.8% (0)            |
| 12회 | 2017년 1월 13일 | 4.9% (+0.1)         |
| 13회 | 2017년 1월 20일 | 4.3% (-0.6)         |
| 14회 | 2017년 1월 27일 | 5.3% (+1.0)         |
| 15회 | 2017년 2월 3일  | 4.7% (-0.6)         |
| 16회 | 2017년 2월 10일 | 5.3% (+0.6)         |
| 17회 | 2017년 2월 17일 | 5.5% (+0.2)         |
| 18회 | 2017년 2월 24일 | 5.0% (-0.5)         |
| 19회 | 2017년 3월 3일  | 4.8% (-0.2)         |
| 20회 | 2017년 3월 17일 | 4.5% (-0.3)         |
| 21회 | 2017년 3월 24일 | 5.1% (+0.6)         |
| 22회 | 2017년 3월 31일 | 4.6% (-0.5)         |
| 23회 | 2017년 4월 7일  | 4.2% (-0.4)         |
| 24회 | 2017년 4월 14일 | 4.1% (-0.1)         |
| 25회 | 2017년 4월 21일 | 4.8% (+0.7)         |
| 26회 | 2017년 4월 28일 | 6.8% (+2.0)         |
| 27회 | 2017년 5월 5일  | 4.7% (-2.1)         |
| 28회 | 2017년 5월 12일 | 4.2% (-0.5)         |
| 29회 | 2017년 5월 19일 | 3.7% (-0.5)         |

## 수상 경력
2016년
- 제15회 KBS 연예대상
  - 베스트 엔터테이너상 : 남궁민

## 결방 및 편성 변경 안내
2016년
- 11월 11일 : 축구 국가대표 친선경기 대한민국 VS 캐나다 중계방송으로 인한 결방.

2017년
- 1월 27일 : 설날특집으로 저녁 8시 20분에 방송.
- 3월 10일 : 박근혜 전 대통령 탄핵 인용으로 인한 결방.